# カミーユ・デムーラン
リュシー・サンプリス・カミーユ・ブノワ・デムーラン（仏: Lucie Simplice Camille Benoît Desmoulins、1760年3月2日 - 1794年4月5日）は、フランス革命期のジャーナリスト、編集者、政治家である。バスティーユ襲撃の際にパレ・ロワイヤルで群衆を扇動したことで知られる。

## 略歴
ピカルディ地方エーヌ県ギーズに生まれ、父はバイイ裁判所総代理官であった。パリのルイ＝ル＝グラン学院に進学し、フレロンやロベスピエールとは同級生だった。
卒業後の1785年に弁護士を目指して開業するが、あまり流行らなかったので生活は貧しかった。また、吃音であったことも知られている。一方で文学的才能を自負していた彼は芸術界での成功を狙い、後の妻リュシルの母であり、芸術擁護の有力者とみなされたアネット・デュプレシに接近した。1789年3月には全国三部会の議員に立候補するもあえなく落選した。
1789年7月、財務長官ジャック・ネッケル罷免の情報でパリが騒然としていた時、パレ・ロワイヤルで「武器を取れ」との演説をしてパリ市民に決起を促し、一躍脚光を浴びた。

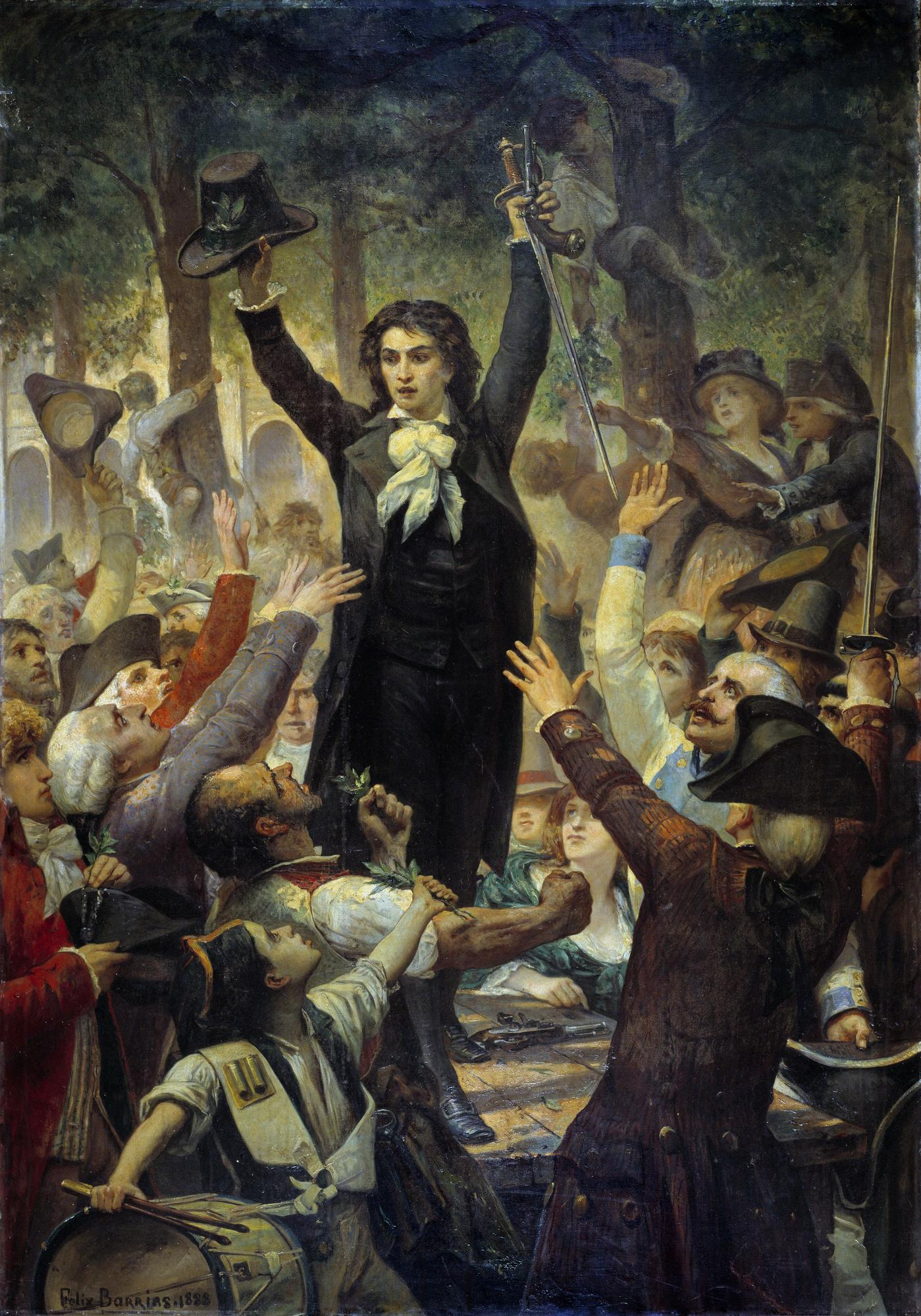
パレ・ロワイヤルで演説をするデムーラン

その後ジャコバン・クラブおよびコルドリエ・クラブに入会した一方、旧体制を批判するパンフレット「自由なフランス」や「街灯からパリ市民へ告ぐ」などを刊行して、次第に名を知られるようになっていった。さらに1789年11月には、「フランスとブラバンの革命」と題した新聞を刊行。1791年7月まで週刊で発行され続けた同紙の中で、デムーランは先鋭的な政治・社会論評を行い、高い人気を得た。1790年12月29日には革命前から交際していたリュシルと結婚し、1792年7月6日には息子オラースも誕生した。

1792年、8月10日事件を経て親しい友人ジョルジュ・ダントンが法務大臣になると、デムーランは彼の秘書となった。また1792年から93年にかけて「仮面を剥がされたブリッソー」や「革命秘史断片（ブリッソー派の歴史）」などジロンド派を攻撃するパンフレットを執筆した。
1793年12月から新聞「ヴィユー・コルドリエ」を発刊。当初はロベスピエールの意向を反映し、エベールら過激派を攻撃する記事を書いた。しかしデムーランはダントンと共に恐怖政治を終焉させようと寛容を主張するキャンペーンを展開し、記事の中でも公安委員会や革命裁判所を批判するようになった。こうした活動がもとでやがて反革命の疑惑をかけられるようになった。はじめロベスピエールはかつての学友を「デムーランはかつては気立てが良かったが、悪いつきあいを通して誤った方向に導かれてしまった軽率な子どもとして扱うのが、自由にとっても良いことだろう」とかばった上で、デムーランには反省を示すため新聞の焼却を求めた。しかしデムーランは「燃やすことは答えにはならない」として拒絶したため、両者は決裂した。

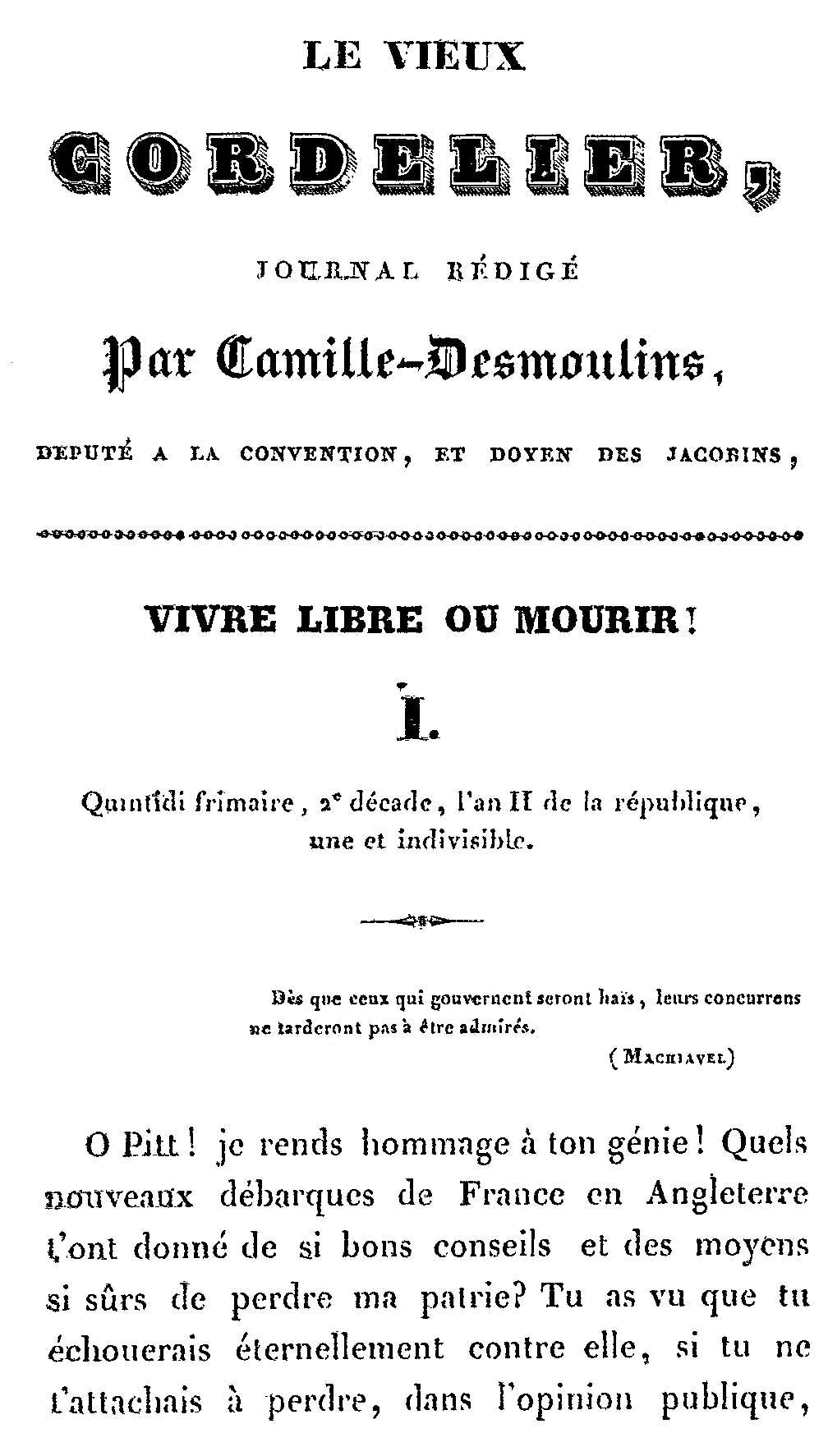
ヴィユー・コルドリエ紙

デムーランはダントンらと共に告発され、死刑判決を受けた。デムーランは東インド会社事件をはじめとする汚職や公金横領とは無関係だったにもかかわらず、共犯者とみなされた。牢獄から妻リュシルに宛てた手紙では以下のように訴えている。
僕はみんなが憧れる共和国を夢見ていたんだ。人間がこんなに残酷で不当になれるなんて思ってもみなかった。煽ってきた仲間へのちょっとした冗談を著作に書いたことで、僕がこれまで革命のためにやってきた仕事が忘れ去られるなんて、どうやったら思える？僕はこれまで書いた冗談とダントンへの友情のために死ぬことを隠しはしない。人殺しどもが彼やフィリポーと一緒に僕を死なせてくれることに感謝しよう。
4月5日、処刑台へ向かう道中、デムーランは声を荒げながら絶え間なく観衆に語りかけた。死没時の住所はテアトル・フランセ通り。リュシルも夫の死からおよそ1週間後の4月13日の午後7時に執行された21人中2番目に処刑された。デムーランの遺体は同志とともにエランシ墓地に埋葬されたが、後の道路拡張による墓地の閉鎖に伴い、遺骨はカタコンブ・ド・パリに移送されている。

## 登場する作品

### 文学作品
- ゲオルク・ビューヒナー『ダントンの死』(1835)（戯曲）
- ロマン・ロラン『ダントン』(1899)（戯曲）
- アレクセイ・トルストイ『ダントンの死』 (1923)（戯曲）※ビューヒナーの戯曲の改作
- 佐藤賢一『小説フランス革命』(2008-2013)（小説）

### 映画
- 『怪傑ダントン』(1921)　演：オシップ・ルニッチ
- 『ナポレオン』（1927）演：ロベール・ヴィダラン（フランス語版）
- 『ダントン』(1983) 演：パトリス・シェロー
- 『フランス革命』(1989) 演：フランソワ・クリュゼ

### ミュージカル
- 『1789 -バスティーユの恋人たち-』日本では宝塚歌劇と東宝で上演された。
- 『ひかりふる路〜革命家、マクシミリアン・ロベスピエール〜』演：沙央くらま

### 漫画
- 長谷川哲也『ナポレオン -獅子の時代-』

カミーユ・デムーランは池田理代子『ベルサイユのばら』の登場人物、ベルナール・シャトレのモデルである。